# Campeonato Europeu de Ciclismo em Pista de 2017
O VIII Campeonato Europeu de Ciclismo em Pista celebrou-se em Berlim (Alemanha) entre o 18 e o 22 de outubro de 2017 baixo a organização da União Europeia de Ciclismo (UEC) e a Federação Alemã de Ciclismo.
As competições realizaram-se no Velódromo de Berlim. Foram disputadas 23 provas, 12 masculinas e 11 femininas.

## Calendário
| ● | Preliminares | F | Final |

| Data                 | Qa 18       | Qu 19       | Se 20       | Sa 21       | Do 22       |
| Hora→ Prova ↓        | 16:30-19:15 | 19:30-22:20 | 16:30-22:30 | 18:00-22:45 | 14:30-17:55 |
| -------------------- | ----------- | ----------- | ----------- | ----------- | ----------- |
| Velocidade ind.      |             |             | F           |             |             |
| Velocidade por eqs.  |             | F           |             |             |             |
| Perseguição ind.     |             |             |             | F           |             |
| Perseguição por eqs. | ●           | F           |             |             |             |
| 1 km contrarrelógio  |             |             |             | F           |             |
| Pontuação            |             |             |             | F           |             |
| Scratch              |             | F           |             |             |             |
| Keirin               |             |             |             |             | F           |
| Madison              |             |             |             |             | F           |
| Eliminação           |             |             | F           |             |             |
| Médio fundo          |             |             |             | F           |             |
| Ómnium               |             |             | F           |             |             |

| Data                 | Qa 18       | Qu 19       | Se 20       | Sa 21       | Do 22       |
| Hora→ Prova ↓        | 16:30-19:15 | 19:30-22:20 | 16:30-22:30 | 18:00-22:45 | 14:30-17:55 |
| -------------------- | ----------- | ----------- | ----------- | ----------- | ----------- |
| Velocidade ind.      |             |             |             |             | F           |
| Velocidade por eqs.  |             | F           |             |             |             |
| Perseguição ind.     |             |             | F           |             |             |
| Perseguição por eqs. | ●           | F           |             |             |             |
| 500 m contrarrelógio |             |             | F           |             |             |
| Pontuação            |             |             | F           |             |             |
| Scratch              |             |             |             | F           |             |
| Keirin               |             |             |             | F           |             |
| Madison              |             |             |             |             | F           |
| Eliminação           |             | F           |             |             |             |
| Ómnium               |             |             |             | F           |             |

1. 1 2  Hora local de Alemanha: UTC+1.
2. 1 2  Consiste em quatro provas: scratch, tempo, eliminação e pontuação.

## Medalhistas

### Masculino
| Evento                          | Ouro | Prata | Bronze |
| ------------------------------- | --- | --- | --- |
| Velocidade ind. (20.10)         | Sébastien Vigier · França ·                                                                                | Jeffrey Hoogland · Países Baixos ·                                                                          | Denis Dmitriyev · Rússia ·                                                                                 |
| Velocidade por equipas (19.10)  | França · Benjamin Edelin · Sébastien Vigier · Quentin Lafargue · 43,254                                    | Alemanha · Robert Förstemann · Maximilian Levy · Joachim Eilers · 43,337                                    | Países Baixos · Jeffrey Hoogland · Harrie Lavreysen · Matthijs Büchli · 43,405                             |
| Perseguição individual (21.10)  | Filippo Ganna · Itália · 4:15,994                                                                          | Ivo Oliveira · Portugal · 4:18,991                                                                          | Domenic Weinstein · Alemanha · 4:15,405                                                                    |
| Perseguição por equipas (19.10) | França · Louis Pijourlet · Corentin Ermenault · Florian Maitre · Benjamin Thomas · Thomas Denis · 3:55,780 | Itália · Liam Bertazzo · Filippo Ganna · Francesco Lamon · Simone Consonni · Michele Scartezzini · 3:55,986 | Rússia · Alexandr Yevtushenko · Mamyr Stash · Dmitri Sokolov · Alexei Kurbatov · Serguei Shilov · 3:57,517 |
| 1 km contrarrelógio (21.10)     | Jeffrey Hoogland · Países Baixos · 1:00,700                                                                | Joachim Eilers · Alemanha · 1:00,733                                                                        | Quentin Lafargue · França · 1:00,906                                                                       |
| Carreira por pontos (21.10)     | Alan Banaszek · Polónia · 49 pts.                                                                          | Niklas Larsen · Dinamarca · 44 pts.                                                                         | Maximilian Beyer · Alemanha · 34 pts.                                                                      |
| Scratch (19.10)                 | Adrien Garel · França                                                                                      | Krisztián Lovassy · Hungria                                                                                 | Roman Hladysh · Ucrânia                                                                                    |
| Keirin (22.10)                  | Maximilian Levy · Alemanha                                                                                 | Shane Perkins · Rússia                                                                                      | Andri Vynokurov · Ucrânia                                                                                  |
| Madison (22.10)                 | Florian Maitre · Benjamin Thomas · França · 43 pts.                                                        | Niklas Larsen · Casper Pedersen · Dinamarca · 42 pts.                                                       | Wojciech Pszczolarski · Daniel Staniszewski · Polónia · 40 pts.                                            |
| Eliminação (20.10)              | Gerben Thijssen · Bélgica                                                                                  | Maxim Piskunov · Rússia                                                                                     | Rui Oliveira · Portugal                                                                                    |
| Médio fundo (21.10)             | Franz Schiewer · Alemanha · 46:17                                                                          | Reinier Honig · Países Baixos · 46:19                                                                       | Stefan Schäfer · Alemanha · 46:30                                                                          |
| Ómnium (20.10)                  | Albert Torres Barceló · Espanha · 142 pts.                                                                 | Julius Johansen · Dinamarca · 140 pts.                                                                      | Benjamin Thomas · França · 137 pts.                                                                        |

### Feminino
| Evento                          | Ouro                                                                                         | Prata                                                                                                  | Bronze                                                                                       |
| ------------------------------- | -------------------------------------------------------------------------------------------- | --- | -------------------------------------------------------------------------------------------- |
| Velocidade individual (22.10)   | Kristina Vogel · Alemanha                                                                    | Mathilde Gros · França                                                                                 | Daria Shmeliova · Rússia                                                                     |
| Velocidade por equipas (19.10)  | Rússia · Anastasiya Voinova · Daria Shmeliova · 32,560                                       | Alemanha · Miriam Welte · Kristina Vogel · Pauline Grabosch · 32,807                                   | Países Baixos · Kyra Lamberink · Shanne Braspennincx · Hetty van de Wouw · 33,180            |
| Perseguição ind. (20.10)        | Katie Archibald · Reino Unido · 3:29,328                                                     | Justyna Kaczkowska · Polónia · 3:32,452                                                                | Silvia Valsecchi · Itália · 3:33,908                                                         |
| Perseguição por equipas (19.10) | Itália · Elisa Balsamo · Tatiana Guderzo · Letizia Paternoster · Silvia Valsecchi · 4:17,853 | Reino Unido · Katie Archibald · Elinor Barker · Manon Lloyd · Emily Kay · Eleanor Dickinson · 4:21,164 | Polónia · Justyna Kaczkowska · Katarzyna Pawłowska · Daria Pikulik · Nikol Płosaj · 4:24,705 |
| 500 m contrarrelógio (20.10)    | Miriam Welte · Alemanha · 33,321                                                             | Pauline Grabosch · Alemanha · 33,559                                                                   | Daria Shmeliova · Rússia · 33,757                                                            |
| Carreira por pontos (20.10)     | Trine Schmidt · Dinamarca · 62 pts.                                                          | Gulnaz Badykova · Rússia · 31 pts.                                                                     | Tatsiana Sharakova · Bielorrússia · 29 pts.                                                  |
| Scratch (21.10)                 | Trine Schmidt · Dinamarca                                                                    | Tetiana Klimchenko · Ucrânia                                                                           | Yevgueniya Augustinas · Rússia                                                               |
| Keirin (21.10)                  | Kristina Vogel · Alemanha                                                                    | Simona Krupeckaitė · Lituânia                                                                          | Liubov Basova · Ucrânia                                                                      |
| Madison (22.10)                 | Elinor Barker · Eleanor Dickinson · Reino Unido · 58 pts.                                    | Lydia Boylan · Lydia Gurley · Irlanda · 50 pts.                                                        | Amy Pieters · Kirsten Wild · Países Baixos · 46 pts.                                         |
| Eliminação (19.10)              | Kirsten Wild · Países Baixos                                                                 | Yevgueniya Augustinas · Rússia                                                                         | Maria Giulia Confalonieri · Itália                                                           |
| Ómnium (21.10)                  | Katie Archibald · Reino Unido · 127 pts.                                                     | Kirsten Wild · Países Baixos · 120 pts.                                                                | Elisa Balsamo · Itália · 102 pts.                                                            |

## Medalheiro
| #  | País          | Medalha de ouro | Medalha de prata | Medalha de bronze | Total |
| -- | ------------- | --------------- | ---------------- | ----------------- | ----- |
| 1  | Alemanha      | 5               | 4                | 3                 | 12    |
| 2  | França        | 5               | 1                | 2                 | 8     |
| 3  | Reino Unido   | 3               | 1                | 0                 | 4     |
| 4  | Países Baixos | 2               | 3                | 3                 | 8     |
| 5  | Dinamarca     | 2               | 3                | 0                 | 5     |
| 6  | Itália        | 2               | 1                | 3                 | 6     |
| 7  | Rússia        | 1               | 4                | 5                 | 10    |
| 8  | Polónia       | 1               | 1                | 2                 | 4     |
| 9  | Bélgica       | 1               | 0                | 0                 | 1     |
| 9  | Espanha       | 1               | 0                | 0                 | 1     |
| 11 | Ucrânia       | 0               | 1                | 3                 | 4     |
| 12 | Portugal      | 0               | 1                | 1                 | 2     |
| 13 | Hungria       | 0               | 1                | 0                 | 1     |
| 13 | Irlanda       | 0               | 1                | 0                 | 1     |
| 13 | Lituânia      | 0               | 1                | 0                 | 1     |
| 16 | Bielorrússia  | 0               | 0                | 1                 | 1     |
|    | TOTAL         | 23              | 23               | 23                | 69    |